# Thalaina allochroa
Thalaina allochroa es un género de polillas perteneciente a la familia Geometridae. Fue erigido por el entomólogo británico Oswald Bertram Lower en 1902. Se encuentra distribuido con endemismo en Australia. El holotipo de la especie fue descrito en el sector Broken Hill de Nueva Gales del Sur.

## Descripción
Es una polilla mediana con una envergadura de 40 milímetros (1,6 plg). La cabeza y el tórax son de color lila grisáceo. Los palpos son blancos y las antenas son color ocre. Abdomen y patas grisáceos. Las alas anteriores son alargadas y triangulares, color lila grisáceo, sin marcas, con la costa ligeramente sinuosa en el centro. Los cilios son lila grisáceos. Las alas posteriores cuentan con un termen apenas ondulado, ligeramente prominente en el centro y los cilios blancos.